# Ella and Louis
Ella and Louis è l'ottavo album della cantante jazz Ella Fitzgerald, pubblicato dalla Verve Records nel 1956 ed è entrato nella Grammy Hall of Fame Award 2016.

## Descrizione
L'album vede la partecipazione del trombettista Louis Armstrong e dell'Oscar Peterson Quartet. Si tratta del primo di tre album registrati dalla Fitzgerald e Armstrong insieme.

## Tracce
Lato A
1. Can't We Be Friends? (Paul James, Kay Swift) – 3:47
2. Isn't This a Lovely Day? (Irving Berlin) – 6:16
3. Moonlight in Vermont (John Blackburn, Karl Suessdorf) – 3:42
4. They Can't Take That Away from Me (George Gershwin, Ira Gershwin) – 4:39
5. Under a Blanket of Blue (Jerry Livingston, Al J. Neiburg, Marty Symes) – 4:18
6. Tenderly (Walter Gross, Jack Lawrence) - 5:10

Lato B
1. A Foggy Day (G. Gershwin, I. Gershwin) – 4:32
2. Stars Fell on Alabama (Mitchell Parish, Frank Perkins) – 3:34
3. Cheek to Cheek (I. Berlin) – 5:53
4. The Nearness of You (Hoagy Carmichael, Ned Washington) – 5:42
5. April in Paris (Vernon Duke, Yip Harburg) – 6:33

## Musicisti
- Louis Armstrong - voce, tromba
- Ella Fitzgerald - voce
- Ray Brown - basso
- Herb Ellis - chitarra
- Oscar Peterson - pianoforte
- Buddy Rich - batteria